# Milka Ivić
Milka Ivić (* 11. Dezember 1923 in Belgrad; † 7. März 2011 ebenda) war Professorin für Slawistik, Serbokroatistik und Allgemeine Sprachwissenschaften der Universität Novi Sad sowie Leiterin des Instituts für Südslawische Sprachen an der Philosophischen Fakultät in Novi Sad.

## Leben
Ivić war Mitglied an der serbischen, norwegischen, sächsischen und slowenischen Akademie der Wissenschaften. Darüber hinaus war sie mehr als 20 Jahre Mitglied der internationalen Kommission für die Erforschung der grammatikalischen Strukturen der slawischen Sprachen. Ivić war Rezensentin und Präsidentin des Komitees für das Wörterbuch der serbokroatischen Literatur- und Koloquial-Sprache der Serbischen Akademie der Wissenschaften und Künste (SANU). Sie veröffentlichte mehr als 400 wissenschaftliche Beiträge. Ihr Buch Wege der Sprachwissenschaft erlebte auf Serbokroatisch zehn Auflagen. Dieses Buch wurde in elf Sprachen übersetzt.
Sie war mit dem Linguisten Pavle Ivić verheiratet. Aus dieser Verbindung ging der Mathematiker Aleksandar Ivić hervor.